# Torre Garena

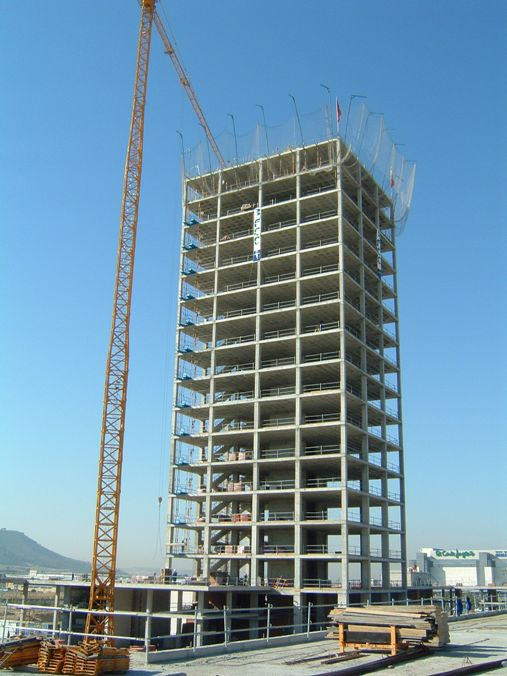
La torre Garena, culminando la altura en 2004

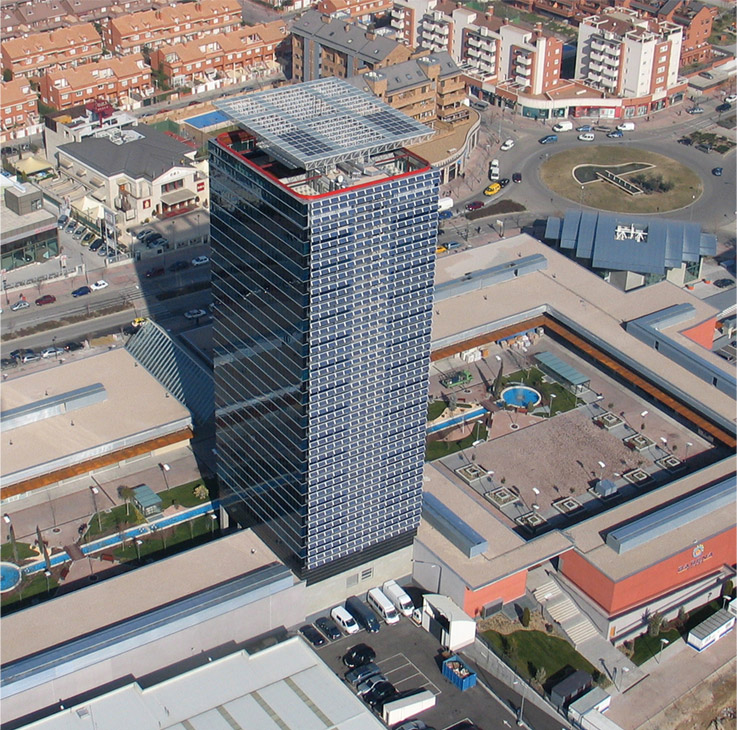
Torre Garena desde el aire

La Torre Garena es un edificio situado en Alcalá de Henares, España. Actualmente es el edificio más alto de Alcalá de Henares.

## Historia
El 9 de octubre de 2003 comienza la construcción, conjuntamente con el resto del complejo de la Plaza Garena. En enero de 2004 se realiza el movimiento de tierras para alojar los cimientos de la torre.
La empresa que llevó a cabo la promoción del rascacielos fue el grupo «Casabella Proyectos Inmobiliarios S.A.» y la constructora principal FCC (Fomento de Construcciones y Contratas S.A).
Con sus 71,75 metros de altura, es la edificación más alta de la ciudad dibujando el Skyline de Alcalá de Henares hacia el oeste. El proyecto inicial contemplaba la construcción de hasta cuatro torres similares o de mayor altura, pero finalmente sólo se llegó a construir una de ellas.

## Características
La altura del edificio la componen un total de 17 niveles diferentes, 14 de ellos son plantas de oficinas, la planta baja dedicada al vestíbulo, la entreplanta dedicada a instalaciones técnicas, y finalmente la terraza en lo alto de la torre donde se ubica una cafetería y sala de bailes y actuaciones.
La superficie construida de la torre es de 6.411 m² sobre 490 m² de terreno. La torre dispone de un sistema de paneles fotovoltaicos situados en la fachada de mediodía (Sur), la energía generada por dichos paneles se utiliza para diversas tareas en el propio edificio, haciéndolo así ecológico.